# M1 (Hongarije)
De M1 is een Hongaarse snelweg die loopt vanaf de ringweg M0 van Boedapest tot aan de Oostenrijkse grens bij Hegyeshalom, waar de weg overgaat in de A4 richting Wenen. De snelweg heeft een totale lengte van 156 kilometer. De eerste sectie van de snelweg werd geopend in de zeventiger jaren van de vorige eeuw, waarna in 1996 het laatste gedeelte tot aan de Oostenrijkse grens (Nickelsdorf) werd voltooid. De M1 volgt de route van de oude weg 1.
M0 ·
M1 ·
M2 ·
M3 ·
M4 ·
M5 ·
M6 ·
M7 ·
M8 ·
M9 ·
M15 ·
M19 ·
M25 ·
M30 ·
M31 ·
M35 ·
M43 ·
M44·
M51 ·
M60 ·
M70·
M76·
M80·
M85·
M86